# 아메리칸 풋볼 리그
아메리칸 풋볼 리그(American Football League, AFL)는 한때 미국에 존재했던 미식축구 리그이다. 1970년 NFL과 통합하여 아메리칸 풋볼 콘퍼런스가 되었다.

## 같이 보기
- 아메리칸 농구 협회
- 월드 하키 협회